# Puig de la Gavarra
El Puig de la Gavarra és una muntanya de 1057 m. a la serra de Bac Grillera, situada entre els municipis d'Albanyà i de Maçanet de Cabrenys, tots dos a la comarca de l'Alt Empordà.
Al cim hi ha un vèrtex geodèsic (referència 302079001).
Aquest cim està inclòs al llistat dels 100 cims de la FEEC.